# Боффиль де Жюж
Боффиль де Жюж (Boffille de Juge, итал. Boffillo del Giudice; ум. 11 августа 1502) — граф Кастра в 1476—1494 годах, сеньор Роккурба, Ломбера, Кюрваля, Лезиньяна и Кона. Представитель итальянской дворянской фамилии Дель Джудиче (Del Giudice).

## Биография
В 1461 году во время бегства Жана II Анжуйского из Италии в Прованс последовал за ним. Находился на службе Рене Анжуйского — отца Жана II. Во время войны в Каталонии познакомился с французским королём Людовиком XI, который во главе вооружённого отряда тоже участвовал в боевых действиях.
С 1473 года на французской службе, с 1475 года губернатор Руссильона и Сердани, в завоевании которых принимал участие. В 1476 году получил графство Кастр и сеньорию Лезиньян, конфискованные у Жака д’Арманьяка, герцога Немура.
Своё возвышение в 1480 году упрочил женитьбой на Марии д’Альбре, сестре Алена д’Альбре.
В 1483 году после смерти Людовика XI наследники герцога Немурского начали судебную тяжбу, в результате которой Боффиль де Жюж потерял несколько сеньорий графства Кастр. В 1491 году отстранён от управления Руссильоном.
После того, как его дочь Луиза в 1494 году без согласия отца вышла замуж за безродного дворянина, и в связи с неясными перспективами судебного разбирательства с Арманьяками передал графство Кастр брату своей жены Алену д’Альбре.
После смерти в 1502 году Боффиля де Жюжа право Алена на владение графством Кастр было оспорено Луизой де Жюж, его дочерью. Спор продолжался до 1519 года, когда король Франциск I конфисковал Кастр и присоединил его к королевскому домену.